# Goyim Defense League
La Goyim Defense League (en français : Ligue de défense des Goyim) est un groupe néonazi, réactionnaire et antisémite américain et un réseau de théories du complot composé d'individus actifs sur les sites de médias sociaux et exploitant une plateforme de vidéo en ligne appelée GoyimTV. La GDL effectue également des déploiements de banderoles, des distributions de tracts dans les quartiers et d'autres actions pour harceler les Juifs. La GDL a émergé en 2018 et est dirigée par le provocateur antisémite Jon Minadeo II. La GDL est actuellement suivie par le Southern Poverty Law Center pour crime haineux.
Le GDL s'oppose à Israël parce qu'il ne veut pas utiliser ses actions malveillantes pour alimenter davantage la haine contre les Juifs et a célébré l'attaque du 7 octobre 2023. Il a également tenté d'infiltrer les manifestations pro-palestiniennes pour promouvoir sa propagande.

## Nom
« Goyim » est un mot yiddish et hébreu parfois péjoratif pour désigner les non-juifs. Le nom « Ligue de défense des goyim » est un jeu de mots entre deux organisations juives : la Jewish Defense League, une organisation extrémiste violente, et Anti-Defamation League (ADL). De même, le logo de la GDL est une parodie de celui de l'ADL,.

## Goyim TV
GDL exploite un site Web de vidéos en ligne appelé GoyimTV. Minadeo a lancé la plateforme avec l'aide de Dominic Di Giorgio de Port St. Lucie, en Floride . Elle est utilisée pour partager des vidéos, diffuser en direct et attirer des supporters vers GDL.
En 2020, GoyimTV a été supprimé par son fournisseur en ligne après une vague de plaintes. Fin octobre 2022, le site a de nouveau été supprimé après une suspension par son fournisseur de domaine. Minadeo a affirmé que cela était dû à la pression des Juifs. Fin janvier 2023, le site était de nouveau en ligne.